# Кулина (Власеница)
Кулина је насељено мјесто у општини Власеница, Република Српска, БиХ. Према попису становништва из 2013. године, у насељу је живјело 85 становника.

## Становништво
Према попису становништва из 1991. године, мјесто је имало 132 становника.
| Националност | 1991. |
| Срби         | 132   |

| Демографија | Демографија | Демографија |
| Година      | Становника  | Становника  |
| ----------- | ----------- | ----------- |
| 1961.       | 164         |             |
| 1971.       | 225         |             |
| 1981.       | 160         |             |
| 1991.       | 132         |             |
| 2013.       | 85          |             |